# Giovani Casillas
Giovani Daniel Casillas Chávez (* 4. Januar 1994 in Guadalajara, Jalisco) ist ein mexikanischer Fußballspieler auf der Position eines Stürmers.

## Leben
Der gebürtige Tapatío begann seine fußballerische Laufbahn im Nachwuchsbereich seines Heimatvereins Deportivo Guadalajara, bei dem er 2011 seinen ersten Profivertrag erhielt. Gleich zu Beginn seiner Laufbahn als Fußballprofi bei Chivas hatte er einen äußerst gelungenen Einstand, als er am 3. August 2011 im Rahmen einer Begegnung um die World Football Challenge 2011 in der 71. Minute das Tor zum Zwischenstand von 3:1 gegen den FC Barcelona (Endstand 4:1) erzielte.
Nur etwa einen Monat vor diesem Tor erzielte Casillas 3 Treffer bei der im eigenen Land ausgetragenen U-17-Fußball-Weltmeisterschaft 2011, die mit dem gewonnenen WM-Titel erfolgreich endete. Im Endspiel gegen Uruguay erzielte Casillas mit seinem Treffer zum 2:0 in der Nachspielzeit die endgültige Entscheidung zu Gunsten der mexikanischen Juniorenauswahl.
Doch in der Erstliga-Saison 2011/12 lief es nicht mehr so gut für Casillas, der nur zu 7 Einsätzen mit insgesamt 196 Spielminuten kam und keinen Treffer in der Liga erzielen konnte. Um mehr Spielpraxis zu sammeln, wurde er daher zunächst an das Farmteam CD Chivas USA sowie anschließend an die Coras de Tepic, den Chiapas FC und den Tampico-Madero FC ausgeliehen. Aber auch bei all diesen Stationen konnte er nicht wirklich überzeugen und bei seiner Rückkehr zum Club Deportivo Guadalajara absolvierte er nur noch einen weiteren Punktspieleinsatz.
Aufgrund der mangelhaften Perspektiven veräußerte der Verein den Spieler an den Drittligisten  Reboceros de La Piedad, für den Casillas in anderthalb Jahren insgesamt 32 Einsätze in der Segunda División absolvierte und 2 Tore erzielte. Anschließend wechselte Casillas zum Viertligisten Real Zamora.

## Erfolge
- U-17-Weltmeister 2011